# Тухачевский, Николай Сергеевич
 Николай Сергеевич Тухачевский  (1764—1832) — государственный деятель Российской империи, Тульский губернатор, действительный статский советник.

## Биография
Родился в 1764 году в семье надворного советника Сергея Семёновича Тухачевского.
Служил в лейб-гвардии Преображенском полку, а также в лейб-гвардии Конном полку.
В 1791 году женился на дочери орловского помещика Надежде Александровне Киреевской, которая умерла 22 марта 1847 года и была похоронена на Ваганьковском кладбище.
В 1796 году был назначен нерехтским городничим. С 1799 по 1804 гг. — нерехтский уездный предводитель дворянства.
В 1821 году был назначен архангельским вице-губернатором, а после смерти в 1823 году губернатора Перфильева — губернатором.
С 1824 по 1826 гг. — тульский губернатор.
Умер в 1832 году.